# Die Royal Tenenbaums
Die Royal Tenenbaums ist eine US-amerikanische Tragikomödie aus dem Jahr 2001. Regie führte Wes Anderson, der zusammen mit Owen Wilson auch das Drehbuch schrieb. Die Hauptrolle (Royal Tenenbaum) spielte Gene Hackman, in weiteren wichtigen Rollen sind Anjelica Huston, Gwyneth Paltrow, Ben Stiller, Luke Wilson, Owen Wilson, Danny Glover und Bill Murray zu sehen.

## Handlung
Royal Tenenbaum und seine Frau Etheline trennten sich einst auf Ethelines Wunsch und haben sich jahrelang nicht mehr gesehen, obwohl ihre Ehe rein rechtlich weiter besteht. Als er nach etlichen Jahren zurückkehrt, kämpfen seine talentierten Kinder, die damals vor sportlichen oder literarischen Karrieren standen, mit zahlreichen Schwierigkeiten: Adoptivtochter Margot und der älteste Sohn Richie leiden unter ihren mehr als geschwisterlichen Gefühlen füreinander, und der zweite Sohn Chas, der den Tod seiner Frau nicht überwunden hat, versucht krankhaft, seine Söhne vor möglichen Gefahren zu schützen.
Derweil denkt Etheline daran, den Steuerberater Henry Sherman zu heiraten. Royal täuscht eine Krebskrankheit vor und bittet die Familie um Vergebung und Versöhnung. Er zieht in Ethelines Haus ein, zumal er wegen nicht bezahlter Rechnungen aus seinem Hotel geworfen wurde. Chas lehnt eine Versöhnung mit seinem Vater ab; er wird sogar wütend, als dieser versucht, sich mit seinen Enkeln anzufreunden. Auch Sherman streitet sich mit Royal und geht den Ungereimtheiten in dessen Geschichte nach.
Margots Ehemann St. Clair beauftragt einen Privatdetektiv, um Margots frühere Liebhaber zu ermitteln. Richie begeht derweil einen Suizidversuch, um Margots Aufmerksamkeit auf sich zu ziehen. Diese küsst ihn während eines klärenden Gesprächs, fordert allerdings, dass es eine heimliche, unerfüllte Liebe bleiben soll.
Als Royals Schwindel auffliegt, muss dieser wieder zurück auf die Straße. Doch ist ihm nach den wenigen Tagen mit seiner Familie bewusst geworden, wie viel sie ihm bedeutet. Schließlich gibt er seiner Frau die gewünschten Scheidungspapiere, damit sie Sherman heiraten kann, und versöhnt sich mit seinen Kindern. Am Ende stirbt er vereint mit seiner Familie an einem Herzinfarkt.

## Kritiken
film-dienst 5/2002 schrieb, der Film entwerfe „mit einer Fülle von Momentaufnahmen“ „das distanzierte Bild eines gesellschaftlich-familiären Universums, dessen introvertierte Bewohner er einfühlsam“ karikiere und „hinter ihren absurden Fassaden dezente Trauer über vertane Lebenschancen aufscheinen“ lasse. Vorwiegend „die penibel arrangierten Sets und eine hochartifizielle Inszenierung verlangen eine konzentrierte Rezeption, um die Fülle der Anspielungen und Assoziationen ausschöpfen zu können“.
Prisma Online schrieb, der Regisseur warte „mit einer namhaften Schauspiel-Riege auf, die sowohl das Publikum als auch die Kritiker“ überzeuge. Die „amüsante Mischung aus Drama und subtiler Komödie“ sei „ein exzellenter Ensemble-Film“, den der Regisseur gemeinsam mit Schauspieler Owen Wilson den Darstellern auf den Leib geschrieben habe.
Die Zeitschrift Cinema 3/2002 bezeichnete den Film als gleichzeitig „witzig“ und „traurig“. Die Süddeutsche Zeitung vom 13. März 2002 lobte die Filmmusik und die Fähigkeit, Emotionen zu wecken. In der Zeitschrift TV Spielfilm 6/2002 wurde der Film als „intelligent“ und „tiefschwarz“ bezeichnet.

## Trivia
- Im amerikanischen Original wird der Erzähler von Alec Baldwin gesprochen.
- Richie Tenenbaums Falke Mordecai war während der Dreharbeiten spurlos verschwunden. Irgendwann traf eine Lösegeldforderung ein, die allerdings bis zum Drehschluss nicht erfüllt wurde. Aus diesem Grund hat der Falke bei seinem Auftritt am Ende des Filmes „viel mehr weiße Federn“, wie Richie Tenenbaum bemerkt. Es ist ein anderer Vogel.[3]

## Auszeichnungen
Wes Anderson und Owen Wilson waren für ihr Drehbuch für einen Oscar und einen BAFTA Award nominiert.
Gene Hackman gewann für seine Rolle den Golden Globe Award, den National Society of Film Critics Award, den Chicago Film Critics Association Award und den AFI Award. Zudem war er für den Golden Satellite Award und den Phoenix Film Critics Society Award nominiert.
Anjelica Huston, Gwyneth Paltrow, Ben Stiller und Owen Wilson erhielten eine Nominierung für den Golden Satellite Award, eine weitere erhielt der Film in der Kategorie Beste Filmkomödie.
2016 belegte Die Royal Tenenbaums bei einer Umfrage der BBC zu den 100 bedeutendsten Filmen des 21. Jahrhunderts den 68. Platz.

## Hintergründe
Die Produktionskosten wurden auf 21 Millionen US-Dollar geschätzt. Der Film spielte in den Kinos der USA ca. 52 Millionen US-Dollar ein.